# Betty Lou's got a new pair of shoes
Betty Lou got a new pair of shoes is een lied dat werd geschreven door Bobby Freeman. Hij bracht het in 1958 uit op een single met Starlight op de B-kant. Zijn single belandde op nummer 37 van de Hot 100 (popmuziek) en op nummer 20 van de Hot R&B, beide hitlijsten van het Amerikaanse muziektijdschrift Billboard.
Het is een swingend rockabillynummer uit het eind van de jaren vijftig van de 20e eeuw. Er worden telkens woorden gebruikt die geen betekenis hebben, zoals wa-oo wa-oo. Dat wordt ook wel scat genoemd en is ook geregeld te horen in stijlen als de jazz, bebop en doowop.

## Uitvoeringen en covers
Het verscheen nog niet op het album Do you wanna dance dat hij in 1958 uitbracht, maar pas vier jaar later op Twist with Bobby Freeman. Verder verscheen het in de loop van de jaren op tal van verzamelalbums, zowel van hemzelf als samen met andere artiesten.
Het nummer werd enkele malen gecoverd, zoals op de B-kant van de single The girl in the teddy bear coat (1959) van Red Hewitt & The Buccaneers. Op muziekalbums verschenen covers van bijvoorbeeld John Cafferty & Beaver Brown Band (Eddie and the cruisers, 1983), Neil Young & The Shocking Pinks (Everybody's rockin', 1983) en Menster Phip & The Phipsters (Phip city!, 1993).
De elpee van Neil Young was een eenmalige uitstap naar de rockabilly, als plagend antwoord op zijn platenbaas David Geffen die hem gevraagd had eindelijk eens een echt rockalbum bij hem op te nemen. Het resultaat was onder meer dit nummer van Freeman dat hij opvoerde met zijn gelegenheidsband The Shocking Pinks.